# HC Motor
HC Motor (ukrainsk: Гадбольньій Клуб "Мотор", tr. Hadbolnij Klub "Motor") er en håndboldklub fra byen Zaporizjzja i Ukraine. Klubben er især kendt for sit kvindehold, der har vundet flere ukrainske mesterskaber, og som i 2001 vandt Cup Winners' Cup.
Nationale titler
- Ukrainsk mester: 1992, 1993, 1994, 1995, 1997, 1998, 1999, 2001, 2002, 2003, 2004, 2005, 2006, 2007, 2008.

Bedste internationale resultater
- EHF Champions League: Kvartfinalist 1998, 2002. Gruppespil 1999, 2000, 2004, 2005.
- Cup Winners' Cup: Vinder 2001. Kvartfinalist 1997.
- EHF Cup: Semifinalist 2003, 2006. Kvartfinalist 2007.